# Michele Tricca
Pour les articles homonymes, voir Tricca.
Michele Tricca (né le 26 avril 1993 à Suse) est un athlète italien, spécialiste du 400 mètres. 

## Biographie
Aux championnats d'Europe juniors de 2011, Michele Tricca se classe 3e sur 400 mètres en 46 s 09, derrière le Hongrois Marcell Deák-Nagy et le Russe Nikita Uglov. Il fait partie du relais italien qui remporte le titre sur 4 × 400 mètres, aux côtés de Paolo Danesini, Alberto Rontini et Marco Lorenzi.

## Palmarès
| Date | Compétition                       | Lieu      | Résultat | Épreuve   | Temps         |
| ---- | --------------------------------- | --------- | -------- | --------- | ------------- |
| 2011 | Championnats d'Europe juniors     | Tallinn   | 3e       | 400 m     | 46 s 09       |
| 2011 | Championnats d'Europe juniors     | Tallinn   | 1er      | 4 × 400 m | 3 min 06 s 46 |
| 2013 | Championnats d'Europe espoirs     | Tampere   | 3e       | 4 × 400 m | 3 min 05 s 10 |
| 2013 | Jeux méditerranéens               | Mersin    | 1er      | 4 x 400 m | 3 min 04 s 61 |
| 2017 | Championnats d'Europe par équipes | Lille     | 7e       | 4 x 400 m | 3 min 36 s 35 |
| 2018 | Jeux méditerranéens               | Tarragone | 1er      | 4 x 400 m | 3 min 03 s 54 |
| 2018 | Championnats d'Europe             | Berlin    | 6e       | 4 x 400 m | 3 min 2 s 34  |

## Records
| Épreuve    | Épreuve      | Performance | Lieu         | Date            |
| ---------- | ------------ | ----------- | ------------ | --------------- |
| 200 mètres | En plein air | 21 s 36     | Turin        | 20 mai 2012     |
| 400 mètres | En plein air | 46 s 09     | Tallinn      | 22 juillet 2011 |
| 400 mètres | En salle     | 47 s 23     | Val-de-Reuil | 3 mars 2012     |